# Ernst Benno Mutschler
Ernst Benno Mutschler (* 26. Oktober 1891 in Obersontheim; † 14. März 1974 in Finningen) war ein deutscher Apotheker und Standesfunktionär.

## Leben
Mutschler kam als Sohn eines Arztes zur Welt. Er besuchte die Grundschule in Aalen und das Gymnasium in Schwäbisch Gmünd. Dies schloss er mit der Mittleren Reife ab. Anschließend erlernte er in Aalen die Pharmazie und absolvierte die Militärdienstzeit. Ab 1913 studierte er an der TH Stuttgart. Ein Jahr später war er als Sanitätsunteroffizier im Ersten Weltkrieg tätig. Danach wurde er bis Kriegsende an der Kaiser-Wilhelms-Akademie für das militärärztliche Bildungswesen in Berlin zur bakteriologisch-serologischen Forschung eingesetzt. 1919 nahm er sein Pharmaziestudium in Stuttgart wieder auf. Ein Jahr später schloss er es mit dem pharmazeutischen Staatsexamen ab und arbeitete in Aalen und ab 1922 in Esslingen am Neckar. Ab 1925 war er als wissenschaftlicher Ärzteberater in Süddeutschland tätig. Drei Jahre später zog er nach Aalen und wurde 1934 Reichsjugendwalter der Deutschen Apothekerschaft. Von 1936 bis 1945 war er Gauhauptstellenleiter der NS-Volkswohlfahrt und Leiter der Gauschule auf Schloss Kapfenburg in Württemberg. Bei seiner Arbeit als Reichsjugendwalter schaffte er 1939 die „Kapfenburger Beschlüsse“. Dies führte zu einer gestrafften, reichseinheitlichen Ausbildung des Apothekernachwuchses. Des Weiteren war Mutschler auch schriftstellerisch als „Partei- und Standeslyriker“ tätig. Nach dem Krieg arbeitete Mutschler im Arzneipflanzen-Anbau und der wissenschaftlichen Erforschung und Entwicklung phytotherapeutischer Präparate. 1949 gründete er die St. Martin-Apotheke in Tussenhausen, vier Jahre später eröffnete er die Sonnen-Apotheke in Heidenheim. 1959 übernahm er die Leitung der Firma Virdiplanta. 1965 zog er nach Finningen.
Verheiratet war Mutschler mit Luise geb. Krauss. Aus der Ehe ging der Pharmazeut und Pharmakologe Ernst Mutschler hervor.

## Schriften
- Glaube und Tat. Gedichte und Reden (= n: Schriftenreihe der Standesgemeinschaft Deutscher Apotheker, Heft 4). Stollberg 1933.
- Gedichte. Berlin 1935.